# Fraham-Aag-Zellhof
Fraham-Aag-Zellhof este o arie protejată (arie specială de conservare — SAC, sit de importanță comunitară — SCI) din Austria întinsă pe o suprafață de 46,31 ha, integral pe uscat.

## Localizare
Centrul sitului Fraham-Aag-Zellhof este situat la coordonatele 47°58′45″N 13°05′15″E / 47.9793°N 13.0875°E.

## Înființare
Situl Fraham-Aag-Zellhof a fost declarat sit de importanță comunitară în decembrie 2018 pentru a proteja 1 specie de plante și 1 specie de animale. Situl a fost protejat și ca arie specială de conservare în octombrie 2020.

## Biodiversitate
Situată în ecoregiunea continentală, aria protejată nu include niciun habitat protejat.
La baza desemnării sitului se află mai multe specii protejate:
- plante (1): moșișoare (Liparis loeselii)
- nevertebrate (1): Anisus vorticulus

Pe lângă speciile protejate, pe teritoriul sitului au mai fost identificate 1 specie de plante.